# IC 2507
IC 2507 — галактика типу IBm (змішана іррегулярна витягнута галактика) у сузір'ї Насос.
Цей об'єкт міститься в оригінальній редакції індексного каталогу.